# تیمبر پاینز (فلوریدا)
تیمبر پاینز (به انگلیسی: Timber Pines) یک منطقهٔ مسکونی در ایالات متحده آمریکا است که در شهرستان هرناندو، فلوریدا واقع شده‌است. تیمبر پاینز ۵٫۹۶ کیلومتر مربع مساحت و ۵٬۳۸۶ نفر جمعیت دارد و ۴ متر بالاتر از سطح دریا قرار دارد.